# 里奇蘭鎮區 (北達科他州伯克縣)
里奇蘭鎮區（英語：Richland Township）是位於美國北達科他州伯克縣的一個鎮區。

## 地方資料
里奇蘭鎮區的面積為110.82平方千米，當中陸地面積為110.31平方千米，而水域面積為0.51平方千米。根據2010年美國人口普查的數據，當地共有人口17人，而人口密度為每平方千米0.15人。